# The Beatles: The First U.S. Visit
The Beatles: The First U.S. Visit ist ein US-amerikanischer Dokumentarfilm über die Beatles, der auf den US-Dokumentarfilm What’s Happening! The Beatles in the U.S.A. der Regisseure Albert und David Maysles aus dem Jahr 1964 basiert. Am 13. November 1991 wurde der Film The Beatles: The First U.S. Visit von Apple auf VHS-Videokassette veröffentlicht.

## Vorgeschichte

USA-Tourroute im Februar 1964

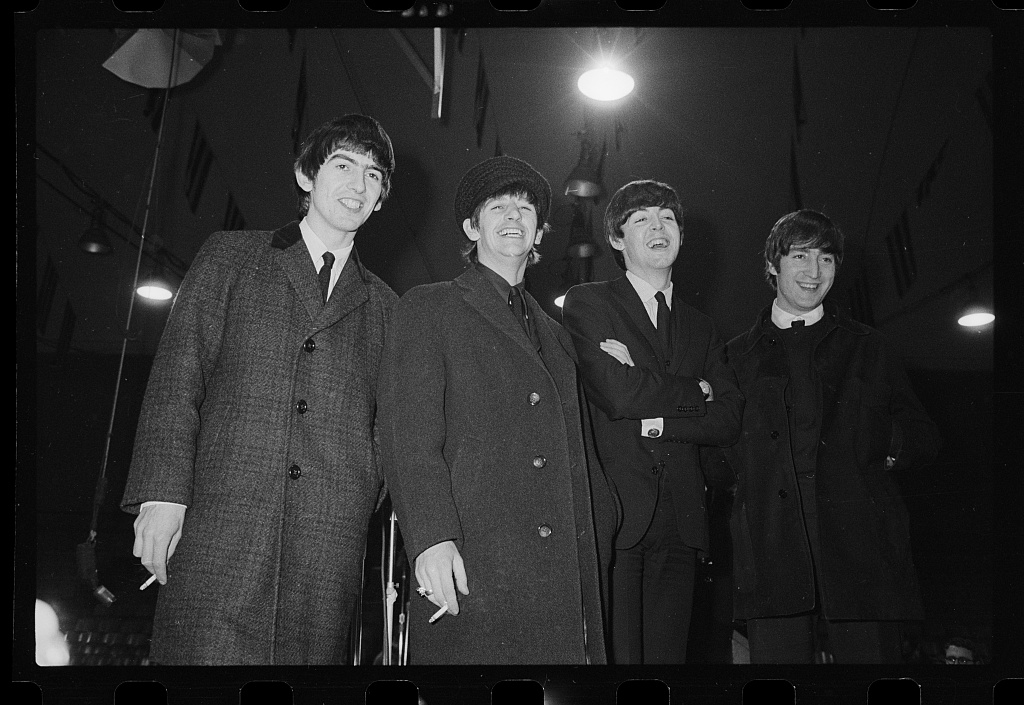
Die Beatles während einer Pressekonferenz auf dem John F. Kennedy International Airport am 7. Februar 1964

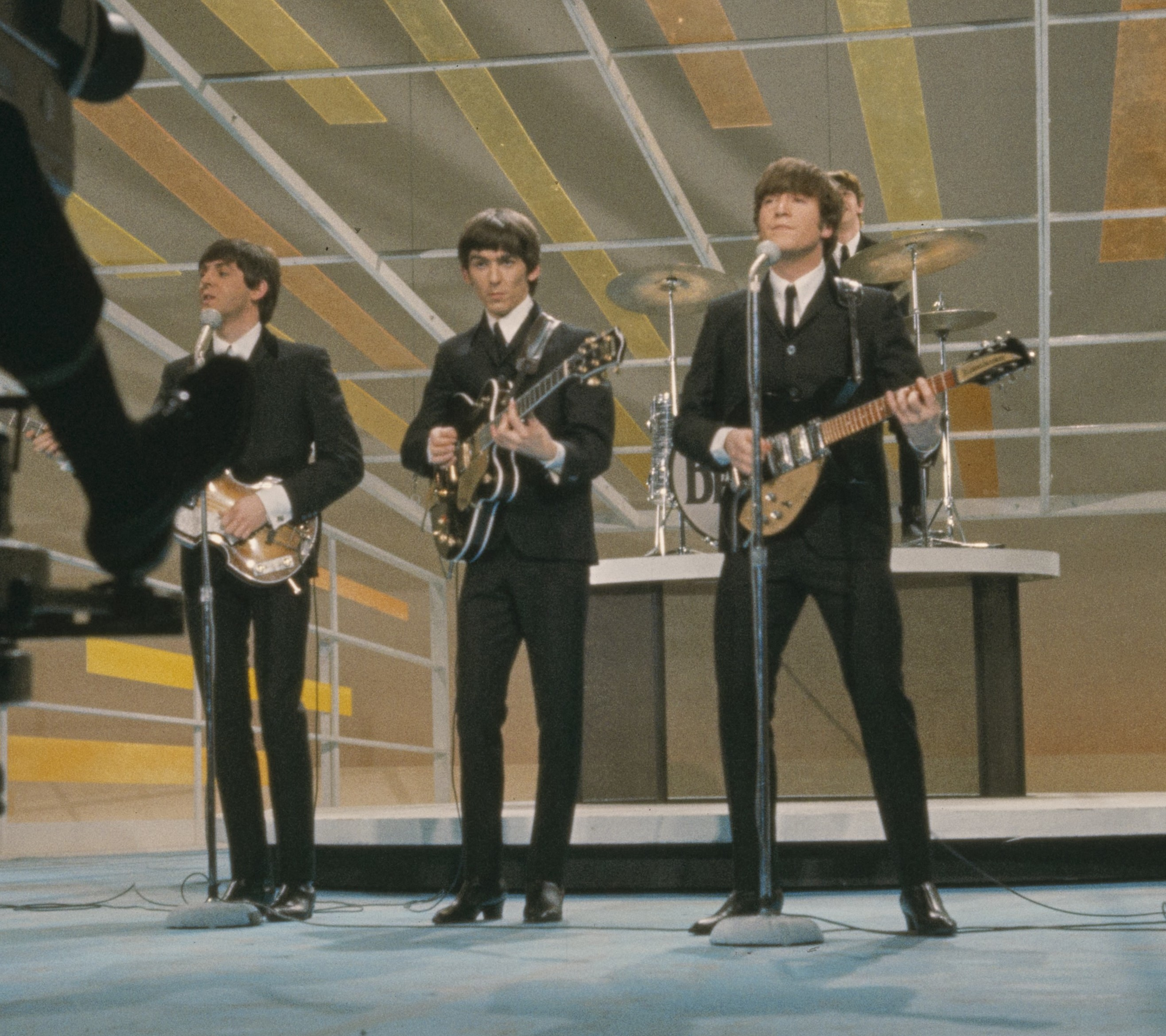
Die Beatles in der Ed Sullivan Show, Februar 1964

Am 26. Dezember 1963 erschien mit I Want to Hold Your Hand / I Saw Her Standing There die erste Single der Beatles bei Capitol Records. Die Single stieg am 18. Januar 1964 auf Platz 45 in die Billboard Hot 100 ein. Zwei Wochen später führte I Want to Hold Your Hand die Charts an. Es war der kommerzielle Durchbruch für die Beatles in den USA. Das Album Meet the Beatles! erreichte die Nummer-Eins-Position am 15. Februar 1964 in den US-amerikanischen Billboard 200, wo es elf Wochen blieb. Bis Ende 1966 wurden in den USA mehr als fünf Millionen Exemplare verkauft.

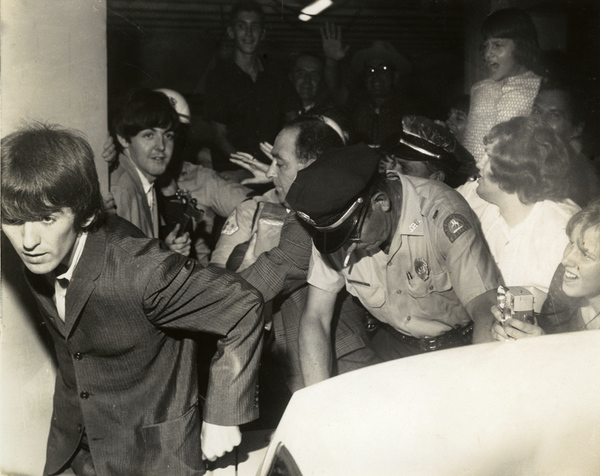
George Harrison und Paul McCartney auf der USA-Tour, 1964

Vom 7. bis zum 22. Februar 1964 begaben sich die Beatles auf eine Werbetour in die USA. Am 7. Februar 1964 landeten die Beatles in einem PanAm-Flugzeug auf dem New Yorker Flughafen, wo 5000 Fans und 200 Journalisten sie auf dem Rollfeld empfingen. Im Flughafengebäude fand eine große Pressekonferenz statt, die die Gruppe auf humorvolle Art und Weise meisterte:
Frage: “Will you sing something?” („Singen Sie etwas für uns?“)

Lennon: “No, we need money first.” („Nein, nicht ohne vorherige Bezahlung.“)

Frage: “What is the secret of your success?” („Was ist das Geheimnis Ihres Erfolgs?“)

Starr: “We have a press agent.” („Wir haben einen Pressesprecher.“)

Frage: “What do you think of the campaign in Detroit to stamp out the Beatles?” („Was meinen Sie zur Kampagne in Detroit, die Beatles auszulöschen?“)

McCartney: “We have a campaign to stamp out Detroit.” („Wir haben eine Kampagne, um Detroit auszulöschen.“)

Frage: “What do you believe is the reason you are the most popular singing group today?” („Was ist Ihrer Meinung der Grund dafür, dass Sie momentan die populärste Musikgruppe sind?“)

Lennon: “We’ve no idea. If we did we’d get four long-haired boys, put them together, and become their managers.” („Wir haben keine Ahnung. Wenn wir es wüssten, würden wir vier langhaarige Jungs suchen und sie managen.“)

Frage: “What do you do when you’re cooped up in a hotel room between shows?” („Was machen Sie, während Sie im Hotelzimmer auf ihre Auftritte warten?“)

Harrison: “We ice-skate.” („Wir laufen Schlittschuh.“)

Frage: “How did you find America?” („Wie fanden Sie Amerika?“ [diese Formulierung ist im Englischen ebenso doppeldeutig wie im Deutschen])

Lennon: “We went to Greenland and made a left turn.” („Wir sind bei Grönland links abgebogen.“)
Am 9. Februar 1964 traten die Beatles mit fünf Liedern (All My Loving, Till There Was You, She Loves You, I Saw Her Standing There und I Want to Hold Your Hand) in der populären Ed Sullivan Show auf.
73,7 Millionen Zuschauer an den Fernsehgeräten verfolgten die Live-Sendung. Am 10. Februar 1964 geben die Beatles im New Yorker Plaza Hotel eine Pressekonferenz. Am 11. Februar 1964 fahren die Beatles mit dem Zug von New York nach Washington, dort erfolgte das erste Konzert der Beatles in den USA vor 8092 Fans im Washington Coliseum. Im Vorprogramm traten Tommy Roe, The Caravelles und The Chiffons auf.
Am 12. Februar 1964 folgte das zweite Konzert in der New Yorker Carnegie Hall, gefolgt von einem weiteren Auftritt in der Ed Sullivan Show am 16. Februar, der im Deauville Hotel in Miami Beach stattfand. Die Beatles kehrten am 22. Februar 1964 nach London zurück.

## Handlung
Am 7. Februar 1964, zwei Stunden vor der Ankunft der Beatles, beauftragte die britische Fernsehgesellschaft Granada die bereits bekannten Dokumentarfilmer Albert und David Maysles, den ersten Amerikabesuch der Beatles für ein 30-minütiges TV-Special zu drehen, das in Großbritannien ausgestrahlt werden sollte. Ein kleiner Teil des Filmmaterials, das sie gedreht haben, wurde zwar im selben Monat, am 12. Februar unter dem Titel Yeah! Yeah! Yeah! The Beatles in New York im britischen Fernsehen (Granada Television) gezeigt, aber die Maysles-Brüder machten aus dem umfangreichen Filmmaterial, das sie mit den Beatles gedreht hatten, einen 81-minütigen abendfüllenden Dokumentarfilm mit dem Titel What’s Happening! The Beatles in the U.S.A. Der Film der Brüder Maysles wurde wegen der bevorstehenden Veröffentlichung des Spielfilms A Hard Day's Night verschoben und gelangte nicht in die Kinos, er wurde im Laufe der folgenden Jahre nur auf einigen Filmfestivals gezeigt.

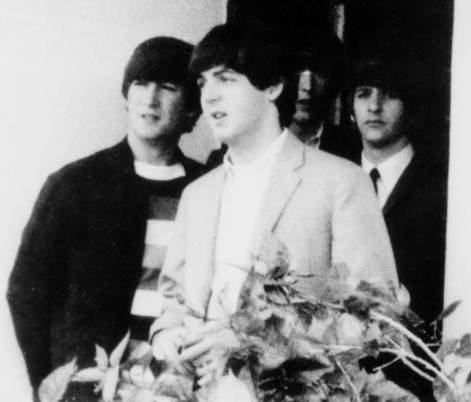
Die Beatles in Key West, Florida, 1964

Der Originalfilm What’s Happening! The Beatles in the U.S.A. und der erste Film der Beatles, A Hard Day’s Night sollten jeweils das Leben der Beatles dokumentieren. What’s Happening! The Beatles in the U.S.A. wurde allerdings im Dokumentarfilmstil mit Handkameras gedreht, ohne Drehbuch und Kommentare.
Es gibt in beiden Filmen zu Beginn ähnliche Szenen von jungen Mädchen, die die Beatles verfolgen, die man aus der Perspektive der Beatles in ihrem Auto sieht. Es gibt Szenen in What’s Happening! The Beatles in the U.S.A., in der die Beatles mit einem Zug nach Washington fahren, die Szenen der Zugfahrt in A Hard Day's Night ähneln. Ein Großteil des Maysles-Films wurde mit den Beatles in ihrem Zimmer im Plaza Hotel gedreht. Die Szenen, die später von den Beatles in ihrem Hotelzimmer in A Hard Day’s Night gedreht wurden, sind in ihrer Darstellung, dass die Beatles Gefangene ihres Ruhmes sind, ähnlich. In A Hard Day’s Night verlassen die Beatles ihr Hotelzimmer und gehen in einem Club tanzen. Im Maysles-Film ist zu sehen, wie die Beatles in die New Yorker Peppermint Lounge gehen. In beiden Filmen sitzen drei Beatles im Publikum, während Ringo Starr sich auf der Tanzfläche befindet und tanzt.
Weitere Szenen aus What’s Happening! The Beatles in the U.S.A zeigen Murray the K als Discjockey, Brian Epstein als Manager oder Mal Evans als Roadmanager der Beatles.
Am 13. November 1991 veröffentlichte die Beatles-Firma Apple auf VHS-Videokassette den neu zusammen gestellten 83-minütigen Dokumentarfilm mit dem Titel The Beatles: The First U.S. Visit. Der Film basierte auf den Originalfilm der Brüder Maysles, dieser wurde mit anderen Aufnahmen der Beatles vom Februar 1964 kombiniert, einschließlich TV-Clips und Wochenschauaufnahmen sowie Auftritte der Beatles bei der Ed Sullivan Show. Der Film wurde am 9. Februar 2004 auf DVD neu aufgelegt. Das Audio-Remastering erfolgte von Paul Hicks und Allan Rouse.

## Kapitel des Films The Beatles: The First U.S. Visit
- „Here what`s happening Baby-The Beatles“

Hier wird Murray the K gezeigt, wie er die Beatles im Radio ankündigt und Platten der Beatles auflegt.
- The Beatles arrive at JFK-February 7 1964

Ankunft der Beatles auf dem John F. Kennedy International Airport, Aufofahrt zum Hotel und Hotelaufenthalt.
- Meeting the press in Central Park

John Lennon, Paul McCartney und Ringo Starr werden im Central Park fotografiert und interviewt.
- The Ed Sullivan Show (New York City, 9. Februar 1964)

1. All My Loving
2. Till There Was You
3. She Loves You
4. I Want to Hold Your Hand

- The Beatles at the Peppermint Lounge

Die Beatles feiern im Club Peppermint Lounge.
- The Beatles arrive in Washington

Die Beatles fahren mit einem Zug nach Washington.
- The Washington Coliseum Concert (11. Februar 1964)

1. I Saw Her Standing There
2. I Wanna Be Your Man
3. She Loves You

- Miami

Aufenthalt in einem Hotel in Miami.
- The Ed Sullivan Show (Miami, 16. Februar 1964)

1. From Me to You
2. This Boy
3. All My Loving

- Preparing to leave

Die Beatles packen ihre Koffer und bereiten sich auf die Abreise vor.
- The Ed Sullivan Show (New York City, 9. Februar 1964-Ausstrahlung 23. Februar 1964)

1. Twist and Shout
2. Please Please Me
3. I Want to Hold Your Hand

- The Beatles arrive back in the UK

## Veröffentlichung
| Titel                              | Format | Sprache  | Datum         | Label                | Anmerkungen |
| ---------------------------------- | ------ | -------- | ------------- | -------------------- | --- |
| The Beatles – The First U.S. Visit | VHS    | Englisch | 13. Nov. 1991 | MPI Home Video/Apple | Eine Dokumentation, die im Wesentlichen auf den im Februar 1964 gedrehten Dokumentationsfilm What’s Happening! The Beatles In The USA von Albert und David Maysles basiert. Zusätzlich wurden Filmszenen der Ed Sullivan Shows eingefügt. |
| The Beatles – The First U.S. Visit | DVD    | Englisch | 3. Feb. 2004  | Apple                | Zusätzlich mit einem 51-minütigen Special unter dem Titel The Making of the First Visit U.S. Visit Chapters Das Audio-Remastering erfolgte von Paul Hicks und Allan Rouse.                                                                |

## Chartplatzierungen und Verkäufe
Chartplatzierungen
| ChartsChartplatzierungen       | Höchstplatzierung | Wochen |
| ------------------------------ | ----------------- | ------ |
| Österreich (Ö3)                | 3 (1 Wo.)         | 1      |
| Vereinigte Staaten (Billboard) | 1 (43 Wo.)        | 43     |

Auszeichnungen für Musikverkäufe

| Land/Region                  | Auszeichnungen für Musikverkäufe (Land/Region, Auszeichnung, Verkäufe) | Verkäufe |
| ---------------------------- | ---------------------------------------------------------------------- | -------- |
| Argentinien (CAPIF)          | Platin                                                                 | 8.000    |
| Australien (ARIA)            | Gold                                                                   | 7.500    |
| Mexiko (AMPROFON)            | Gold                                                                   | 10.000   |
| Vereinigte Staaten (RIAA)    | 2× Platin                                                              | 200.000  |
| Vereinigtes Königreich (BPI) | Gold                                                                   | 25.000   |
| Insgesamt                    | 3× Gold · 3× Platin ·                                                  | 250.500  |

Hauptartikel: The Beatles/Auszeichnungen für Musikverkäufe